# Ciołkowski (miasto)
Ciołkowski (ros. Циолковский, wym. /tsɨɐɫˈkofskʲɪj/), do 2015 Uglegorsk (ros. Углегорск) – miasto zamknięte w rosyjskim obwodzie amurskim. W jego pobliżu znajduje się kosmodrom Swobodny. Liczy 7,1 tys. mieszkańców (2021). 
Miejscowość leży nad rzeką Bolszaja Piora (dopływ Zei, w odległości 180 km od Błagowieszczeńska i 110 km od granicy z Chinami. Najbliższa stacja kolejowa Kolei Transsyberyjskiej znajduje się w odległości 5 km.

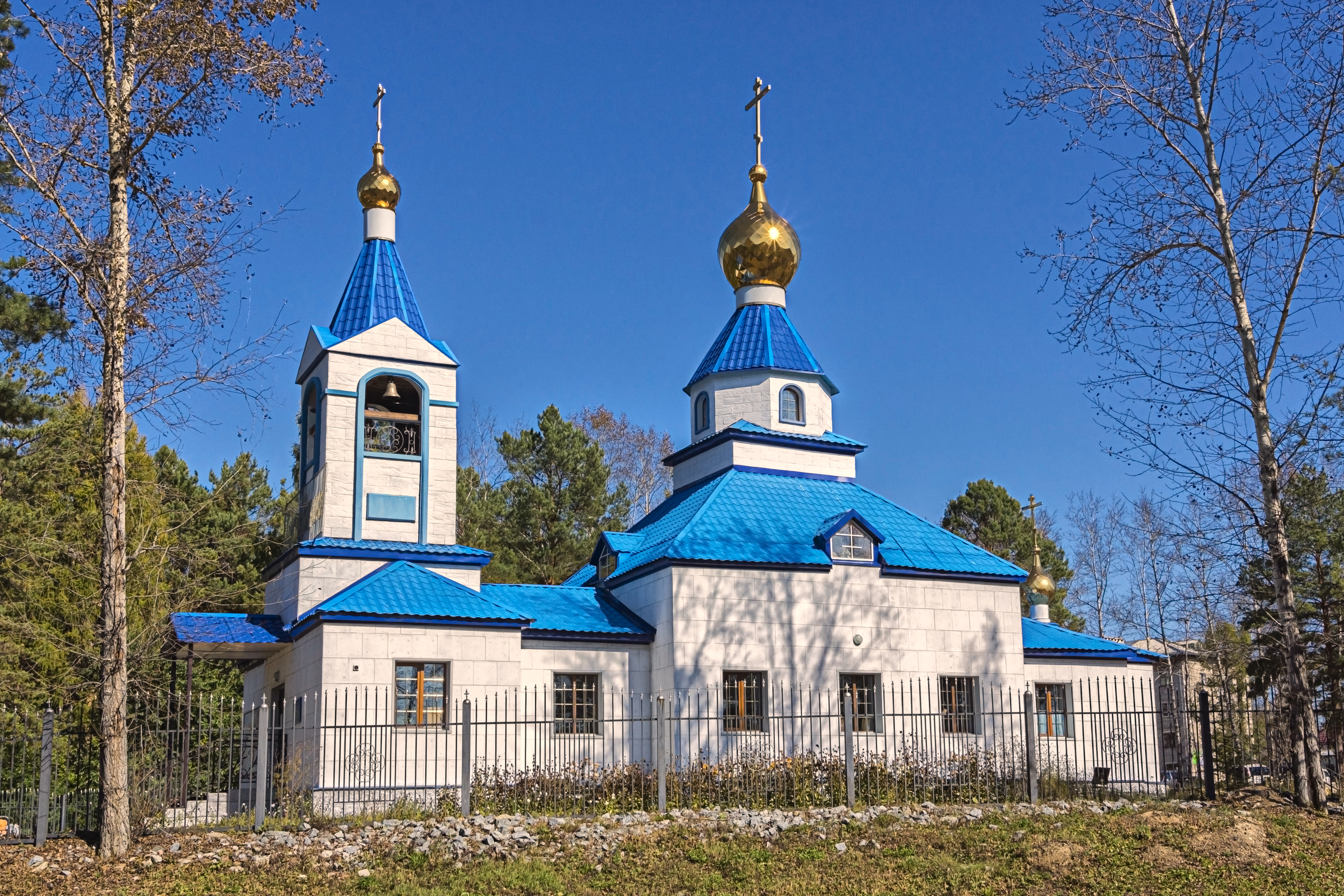
Cerkiew Kazańskiej Ikony Matki Bożej

Miasto powstało w 1961 roku. W latach 1969–1994 nosiło nazwę Swobodnyj-18. Od 1992 roku Uglegorsk ma status miasta zamkniętego ze względu na położony nieopodal kosmodrom Swobodny. Od 2001 roku oficjalna nazwa miasta to – ZATO Uglegorsk (Miasto Zamknięte Uglegorsk).
Większość mieszkańców miasta pracuje przy obsłudze kosmodromu Swobodnyj. Do 2018 roku miasto ma zostać powiększone do 25 tys. mieszkańców w związku z planami budowy w jego pobliżu nowego kosmodromu Wostocznyj.
W 2014 wśród mieszkańców miasta przeprowadzono głosowanie nad zmianą jego nazwy z Uglegorsk na Ciołkowski na cześć rosyjskiego uczonego polskiego pochodzenia, Konstantina Ciołkowskiego. 85% obywateli opowiedziało się za wprowadzeniem nowej nazwy. Nowa nazwa zaczęła obowiązywać 30 grudnia 2015.